# Wereldkampioenschappen moderne vijfkamp 1994
De wereldkampioenschappen moderne vijfkamp 1994 werden gehouden in Sheffield in het Verenigd Koninkrijk. Er stonden zes onderdelen op het programma. De teamonderdelen keerden terug op het programma.

## Medailles

### Mannen
| Onderdeel   | Goud | Goud                                                 | Zilver | Zilver                                            | Brons | Brons                                              |
| ----------- | ---- | ---------------------------------------------------- | ------ | ------------------------------------------------- | ----- | -------------------------------------------------- |
| Individueel | RUS  | Dmitri Svatkovski                                    | FRA    | Christophe Ruer                                   | HUN   | János Martinek                                     |
| Team        | FRA  | Sébastien Deleigne Christophe Ruer Frédéric Frontier | GBR    | Richard Phelps Graham Brookhouse Greg Whyte       | BLR   | Andrej Smirnov Sergej Korkhoen Aleksandr Borisenko |
| Estafette   | HUN  | László Fábián Attila Kálnoki Kis János Martinek      | POL    | Maciej Czyżowicz Andrzej Stefanek Dariusz Mejsner | RUS   | Dmitri Svatkovski Andrej Zjigipov Andrej Tropin    |

### Vrouwen
| Onderdeel   | Goud | Goud                                                 | Zilver | Zilver                                   | Brons | Brons                                       |
| ----------- | ---- | ---------------------------------------------------- | ------ | ---------------------------------------- | ----- | ------------------------------------------- |
| Individueel | DEN  | Eva Fjellerup                                        | BLR    | Zjanna Sjoebenok                         | HUN   | Emese Köbiö                                 |
| Team        | ITA  | Federica Foghetti Barbara Boccolari Emanuela Gabella | POL    | Iwona Kowalewska Dorota Idzi Anna Sulima | HUN   | Emese Köblö Eszter Hortobágyi Iréne Kovács  |
| Estafette   | POL  | Iwona Kowalewska Dorota Idzi Anna Sulima             | HUN    | Eszter Hortobágyi Emese Köblö Bea Simóka | DEN   | Eva Fjellerup Pernille Svarre Nina Andersen |

### Medaillespiegel
| Plaats | Land                | Goud | Zilver | Brons | Totaal |
| 1      | Polen               | 1    | 2      | 0     | 3      |
| 2      | Hongarije           | 1    | 1      | 3     | 5      |
| 3      | Frankrijk           | 1    | 1      | 0     | 2      |
| 4      | Denemarken          | 1    | 0      | 1     | 2      |
| 4      | Rusland             | 1    | 0      | 1     | 2      |
| 6      | Italië              | 1    | 0      | 0     | 1      |
| 7      | Wit-Rusland         | 0    | 1      | 1     | 2      |
| 8      | Verenigd Koninkrijk | 0    | 0      | 1     | 1      |
| Totaal | Totaal              | 6    | 6      | 6     | 18     |